# Xeno and Oaklander
Xeno and Oaklander, également stylisé Xeno & Oaklander, est un groupe de musique électronique américain, originaire de New York.

## Biographie
Le duo composé de l'américain Sean McBride et de la franco-norvégienne Liz Wendelbo, se forme dans le quartier de Brooklyn, à New York en 2004. Ils autopublient Vigils leur premier album en 2006. Après avoir signé sur le label Wierd Records, ils y publient Sentinelle en 2009.
En 2011, Sean McBride sort un album solo baptisé You Today sous le nom de Martial Canterel, plus tard la même année le groupe publie Sets & Lights, son troisième album,. L'album Par Avion sort en 2014,. Le cinquième album, Topiary, sort en 2016.